# Adobe ImageReady
Adobe ImageReady var ett kombinerad webbutveckling och animeringsprogram  från Adobe Systems som medföljde  Adobe Photoshop. Programmet fanns för operativsystemen Windows och Mac OS.
ImageReady användes bland annat för att optimera bilder för webben och att skapa GIF-animationer.
| Version    | Släpptes | Tillsammans med |
| ---------- | --- | --------------- |
| v1         | style="background: #ececec; color: grey; vertical-align: middle; text-align: center; " title="Ingen uppgift" class="table-na" \| i.u. |                 |
| v2         | Juli 1999 | Photoshop 5.5   |
| v3         | Oktober 2000 | Photoshop 6.0   |
| v7         | Februari 2002 | Photoshop 7.0   |
| v8 ("CS")  | Oktober 2003 | Photoshop CS    |
| v9 ("CS2") | Maj 2005 | Photoshop CS2   |

Adobe Systems la ner utvecklingen av ImageReady efter version 9 under maj 2005. 